# Moçambique i olympiska sommarspelen 1984
Moçambique deltog i de olympiska sommarspelen 1984 med en trupp, men ingen av landets deltagare erövrade någon medalj.

## Friidrott
Herrarnas 400 meter
- Leonardo Lolorte
  - Heat — 47,07 (→ gick inte vidare)